# 月晷

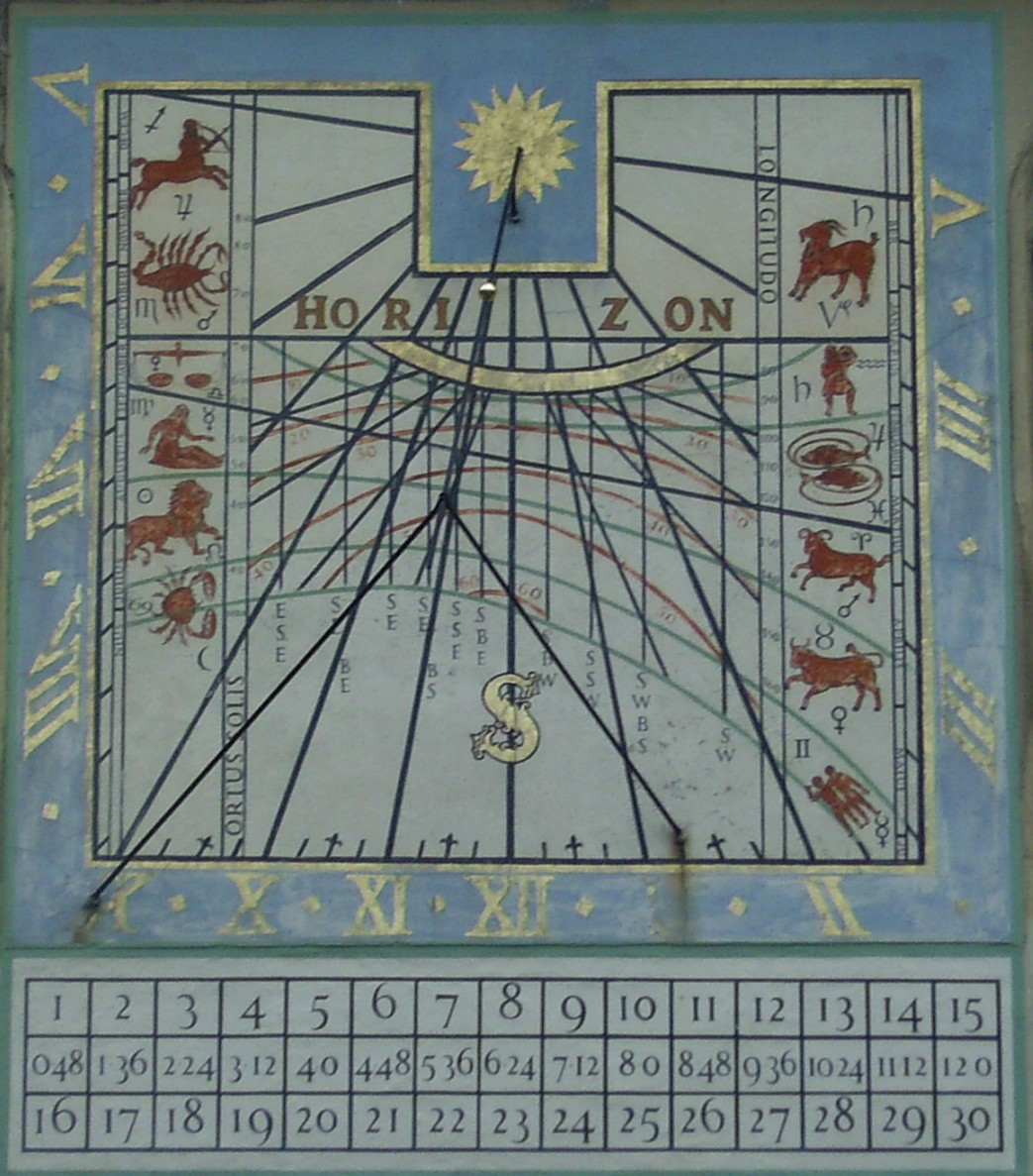
位於劍橋大學王后學院的月晷，顯示有依據月相修正的改正表。

月晷是類似於日晷的時計。最基本的月晷與日晷相同，但只有在滿月的夜晚才能正確的顯示時間。而因為月出時間平均每天延遲48分鐘，滿月之後指示的時間每天平均會慢48分鐘。假設有足夠的月光能讀出時間，則在滿月前或後一個星期，月晷指示的時間會與實際的相差5小時又36分鐘。
一些高級（更精確）的月晷，在設計時會考慮緯度和經度，並在表盤附上顯示精確計算以獲得正確時間的圖表。
月晷與月球園藝（夜間盛開的植物）密切相關，一些綜合、全面的園藝書籍可能會提到它們。

## 註解
1. ↑  月球的軌道不是圓形的，因此它不會以均勻的速度繞地球運動。因此，雖然月出之間的平均差異為48分鐘，但實際時間可能會有很大差異（大約20分鐘到1小時50分鐘，具體取決於一年中的時間以及月球在其軌道上的位置。在台灣，以北緯25度為準，在30至70分鐘之間變化）。月表盤讀取的時間也會以類似的方式變化。
2. ↑  以每天延後48分鐘計算，7天延後336分鐘，相當於5小時又36分鐘。

## 書目
- Ralf Kern: Wissenschaftliche Instrumente in ihrer Zeit. Vom 15. – 19. Jahrhundert. Verlag der Buchhandlung Walther König 2010, ISBN 978-3-86560-772-0